# Portageville (Misuri)
Portageville es una ciudad ubicada en el condado de Nueva Madrid en el estado estadounidense de Misuri. En el Censo de 2010 tenía una población de 3228 habitantes y una densidad poblacional de 610,65 personas por km².

## Geografía
Portageville se encuentra ubicada en las coordenadas 36°25′46″N 89°41′58″O / 36.42944, -89.69944. Según la Oficina del Censo de los Estados Unidos, Portageville tiene una superficie total de 5.29 km², de la cual 5.29 km² corresponden a tierra firme y (0%) 0 km² es agua.

## Demografía
Según el censo de 2010, había 3228 personas residiendo en Portageville. La densidad de población era de 610,65 hab./km². De los 3228 habitantes, Portageville estaba compuesto por el 78.62% blancos, el 18.96% eran afroamericanos, el 0.06% eran amerindios, el 0.19% eran asiáticos, el 0% eran isleños del Pacífico, el 0.19% eran de otras razas y el 1.98% pertenecían a dos o más razas. Del total de la población el 0.87% eran hispanos o latinos de cualquier raza.